# Cochoa
Cochoa är ett fågelsläkte i familjen trastar inom ordningen tättingar. Släktet omfattar fyra arter som förekommer från norra Indien och sydvästra Kina till Sumatra och Java:
- Purpurcochoa (C. purpurea)
- Grön cochoa (C. viridis)
- Sumatracochoa (C. beccarii)
- Javacochoa (C. azurea)